# Колокольчик шершавоплодный
Колокольчик шершавоплодный, или Колокольчик волосистоплодный (лат. Campanula lasiocarpa), — вид травянистых растений рода Колокольчик (Campanula) семейства Колокольчиковые (Campanulaceae).

## Ботаническое описание
Корневище почти нитевидное, белое, горизонтально-ползучее, с вертикальными короткими веточками, утолщающимися к концам и несущими как бесплодные, так и плодущие наземные побеги, первые состоят из пучка длинно-черешковых обратно-ланцетных или продолговатых листьев, вторые из облиственного стебля с одним цветком. Стебли 3—10 см длиной, прямые, как и всё растение с простыми торчащими или мягкими волосками, то более густыми, то почти отсутствующими, прикорневые листья продолговатые или эллиптические, черешковые, с пильчато-зубчатым краем, стеблевые листья сидячие, чем выше, тем уже, так что самые верхние являются уже линейными, острые, почти цельнокрайные.
Цветки часто поникающие, венчик в 2—3 раза длиннее долой чашечки (около 2 см), последние ланцетно-остроконечные, пильчатые или цельнокрайные, густо-волосистые, венчик лазоревый, до 2,5 см в поперечнике, с дельтовидными зубцами по краю. Коробочка почти цилиндрическая, раскрывающаяся близ верхушки. Семена желтовато-коричневые, гладкие, продолговато-эллиптические.